# Aleksy (Frołow)
Aleksy, imię świeckie Anatolij Stiepanowicz Frołow (ur. 27 marca 1947 w Moskwie, zm. 3 grudnia 2013) – biskup Rosyjskiego Kościoła Prawosławnego.

## Życiorys
W młodości spotykał się ze starcami Serafinem (Tiapoczkinem) i Grzegorzem (Dawydowem), którzy wywarli znaczny wpływ na jego dalsze życie. Pracował jako stróż w cerkwi Świętych Piotra i Pawła w Moskwie.
W 1974 ukończył seminarium duchowne w Moskwie, zaś pięć lat później uzyskał dyplom kandydata nauk teologicznych w Moskiewskiej Akademii Duchownej. 19 października 1975 w cerkwi Opieki Matki Bożej przy Akademii przyjął święcenia diakońskie. Został również zatrudniony jako pracownik naukowy tejże uczelni; zajmował się badaniami archeologicznymi związanymi z historią Kościoła. W tym okresie właśnie jemu powierzono opiekę nad zachowanymi rzeczami osobistymi św. Sergiusza z Radoneża. 25 marca 1979 złożył wieczyste śluby zakonne przed archimandrytą Innocentym (Proswirinem), przyjmując imię zakonne Aleksy. Za pośrednictwem archimandryty Innocentego poznał tradycję ascetyczną mnichów Pustelni Glińskiej.
Od roku następnego do 1994, zachowując pracę w Akademii, wykładał również w seminarium duchownym, którego był absolwentem. Ponadto służył w cerkwi św. Serafina z Sarowa przy zakładach produkcji dewocjonaliów „Sofrino”. W marcu 1991 jako archimandryta (godność otrzymał w 1989) został przełożonym Monasteru Nowospasskiego w Moskwie. Monaster ten w tym samym roku zwróciły Cerkwi władze świeckie (obiekty klasztorne w 1918 skonfiskowano i odtąd pełniły funkcje świeckie, m.in. więzienia, mieszkań, instytutu sztuki). W kolejnych latach archimandryta Aleksy działał na rzecz odbudowy monasteru jako ośrodka życia duchowego i przyczynił się do odzyskania przez niego pozycji jednego z najważniejszych prawosławnych centrów w Moskwie.
19 sierpnia 1995 miała miejsce jego chirotonia na biskupa oriechowo-zujewskiego, wikariusza eparchii moskiewskiej. Po uzyskaniu godności biskupiej Aleksy (Frołow) został również przewodniczącym synodalnej komisji ds. monasterów Rosyjskiego Kościoła Prawosławnego, w grudniu tego samego roku objął dodatkowo stanowisko przewodniczącego komisji liturgicznej. 11 października 1996 został natomiast wyznaczony na przewodniczącego zarządu finansowego Kościoła, któremu prezydował do jego rozwiązania w roku następnym. Od 1997 pełnił funkcje przewodniczącego komisji synodalnej ds. ekonomicznych i humanitarnych. 29 lutego 2004 podniesiony do godności arcybiskupiej.
Był inicjatorem utworzenia fundacji „Nasledije”, a przez kilka lat kierował projektem „Russkij Lemnos”, którego celem było upamiętnienie przebywania na wyspie Lemnos w 1920 tysięcy emigrantów z ogarniętej wojną domową w Rosji. Współpracował z Rosyjskim Instytutem Studiów Strategicznych, wydał kilka prac w jego publikacjach, był także recenzentem części z nich.
Publicznie stwierdzał, że wierzy w odrodzenie Rosji prawosławnej. Utożsamiał się z antyreformatorskim, konserwatywnym skrzydłem duchowieństwa Kościoła. W 2008 zorganizował w Monasterze Nowospasskim konferencję duchowieństwa i wiernych, w czasie której krytykowano obecne we współczesnej Cerkwi Rosyjskiej propozycje reform liturgicznych. Konferencja wystosowała następnie list do Soboru Biskupów zwołanego w tym samym roku. Opowiadał się za zachowaniem w liturgii języka cerkiewnosłowiańskiego bez uproszczeń i słów zrusycyzowanych.  
5 marca 2010 synod Rosyjskiego Kościoła Prawosławnego wyznaczył go na biskupa ordynariusza eparchii kostromskiej i galickiej, zaś 26 czerwca tego samego roku również na rektora seminarium duchownego w Kostromie. Duchowny zakończył również pracę w komisji ds. monasterów.
W maju 2013, z powodu choroby arcybiskupa Aleksego, tymczasowym administratorem eparchii kostromskiej został biskup makarjewski Terapont. Nie odzyskawszy zdrowia, w grudniu tego samego roku arcybiskup Aleksy zmarł. 6 grudnia 2013 został pochowany w cerkwi Przemienienia Pańskiego na terenie Monasteru Nowospasskiego. Uroczystości przewodniczył patriarcha moskiewski i całej Rusi Cyryl.